# Carlo Donat-Cattin
Carlo Donat-Cattin (ur. 26 czerwca 1919 w Finale Ligure, zm. 17 marca 1991 w Monte Carlo) – włoski polityk i działacz związkowy, długoletni parlamentarzysta, minister w różnych resortach.

## Życiorys
Urodził się w rodzinie bankowca i działacza katolickiego. Kształcił się w zakresie filozofii. Pracował w zawodzie dziennikarza, początkowo w periodyku organizacji młodzieżowej przy Azione Cattolica. W trakcie II wojny światowej został zmobilizowany, później włączył się w działalność włoskiego ruchu oporu. Był związany z chadeckim skrzydłem Comitato di Liberazione Nazionale. Po wyzwoleniu powrócił do działalności dziennikarskiej.
Zaangażował się w działalność polityczną w ramach Chrześcijańskiej Demokracji. Zajął się jednocześnie aktywną działalnością związkową. W 1948 został sekretarzem turyńskiego związku zawodowego LCGIL. W 1950 współtworzył Włoską Konfederację Pracowniczych Związków Zawodowych (CISL), kierował przez kilka lat jej federacją w Turnie. Na początku lat 50. został radnym miejskim i radnym prowincji, a w 1955 sekretarzem chadecji na poziomie prowincji.
W latach 1958–1979 sprawował mandat posła do Izby Deputowanych III, IV, V, VI i VII kadencji. Następnie do 1983 wchodził w skład Senatu VIII kadencji. Do wyższej izby włoskiego parlamentu powrócił w 1984, mandat utrzymał także w kolejnych wyborach w 1987. W ramach swojej partii był liderem jej lewicowego skrzydła, pełnił funkcję zastępcy sekretarza DC.
Między 1963 a 1968 był podsekretarzem stanu w resorcie zasobów państwowych w trzech kolejnych rządach. W randze ministra wchodził w skład czternastu różnych włoskich gabinetów. Pełnił funkcję ministra pracy i ochrony socjalnej (1969–1972), ministra bez teki do spraw sytuacji nadzwyczajnych w Mezzogiorno (1973–1974), ministra przemysłu, handlu i rzemiosła (1974–1978) oraz ministra zdrowia (1986–1989). W 1989 powrócił na stanowisko ministra pracy i ochrony socjalnej, zajmując je do czasu swojej śmierci w 1991.

## Życie prywatne
Carlo Donat-Cattin był żonaty. Miał czwórkę dzieci. Jego syn Marco należał do terrorystycznej lewicowej organizacji Pierwsza Linia. Jego aresztowanie w 1980 czasowo utrudniło karierę polityczną Carla Donata-Cattina.